# イオニア諸島合衆国
イオニア諸島合衆国（イオニアしょとうがっしゅうこく、希: Ἡνωμένον Κράτος τῶν Ἰονίων Νήσων (Inoménon-Krátos ton Ioníon Níson) 、英: United State of the Ionian Islands 、伊: Stati Uniti delle Isole Ionie ）は、19世紀（1815年から1864年）に南欧に存在したイギリスの保護国である。イオニア七島連邦国を引き継ぐものとして、現在のギリシャ共和国のイオニア諸島の領域ならびにギリシャ本土のパルガ（現プレヴェザ県）で構成された。
ウィーン会議における合意を受けて成立し、1864年にイギリスからギリシャ王国に譲渡された。イギリスの視点からは、ゲオルギオス1世がギリシャの王位を継承した機会に、パルガを除くその保護領を進呈したことになる。

## 成立まで
フランス革命戦争前、イオニア諸島はヴェネツィア共和国の一部であった。1797年のカンポフォルミオ条約によるヴェネツィア政府の崩壊によって、1798年から1799年までフランスに併合された。その後、オスマン帝国とロシア帝国によって占拠され、イオニア七島連邦国が設立された。これにより、1800年から1807年までオスマン帝国とロシア帝国の名目上の宗主権下で、ギリシャ人は独立した政治を運営した。
イオニア諸島はティルジット条約の後にフランス人により占拠された。1809年、イギリスは、10月2日にザキントス島のフランス側守備隊を破り、1810年にレフカダを取った。コルフは1814年までフランスにより占領され続けた。
ウィーン会議は、イオニア諸島をイギリスの保護下に置くことに合意した。イオニア諸島は英国軍管理下であったが、オーストリア帝国も同地域における商業的な保障を得た。7島の同盟を作成した1817年8月26日に、初代のイギリス国王イオニア諸島名代トーマス・メートランド卿による「メートランド律令」の批准によって、イオニア諸島合衆国の法的地位が体系化された。

## 政治体制
イオニア合衆国政府は、イギリス連合王国政府の推挙により同国王から任命された国王名代の下で組織された。国王名代として ウィリアム・グラッドストンを含む10名が勤務した。また、イオニア諸島は上下両院制の立法機関として、『イオニア合衆国の議会』という立法議会を持っていた。

## ギリシャ王国への併合
1864年3月29日、イギリス、ギリシャ、フランス及びロシアの担当者は、ロンドン条約の批准をもってギリシャへの主権の移譲を誓約して調印した。イオニア諸島は英国国王名代の宣言により、5月28日にギリシャ王国に併合された。

## 人物
- 小泉八雲（ラフカディオ・ハーン） - 1850年、レフカダ島生まれ。当地駐在のイギリス軍医と、地元のギリシャ人女性の子である[要出典]。